# セサル・アルトゥーロ・ラモス
セサル・アルトゥーロ・ラモス・パラスエロス（英: César Arturo Ramos Palazuelos, 1983年12月15日 - ）は、 メキシコ・シナロア州クリアカン出身のサッカー審判員。2014年から国際サッカー連盟 (FIFA) 登録の国際審判員として活動しており、CONCACAFチャンピオンズリーグ、2018 FIFAワールドカップ、2019 AFCアジアカップなどで主審を務めている。

## 審判員としての経歴
2006年10月28日に行われたプリメーラディビシオンA・CDサカテペクvsサントス・ラグナでデビュー。2011年1月15日にはサン・ルイス・ポトシで行われたサン・ルイスFCvsプエブラFC戦の第4の審判としてのトップカテゴリの初審判。同年にはモンテレイで行われたCFモンテレイvsティフアナの試合でトップカテゴリ登録の初主審となる。
2017年にはFIFAクラブワールドカップの決勝・レアル・マドリードvsグレミオを担当。2018年には同年のFIFAワールドカップでメキシコ人としては唯一の主審として選出された 。
2019年にはアジアサッカー連盟 (AFC) と北中米カリブ海サッカー連盟 (CONCACAF) の間の審判交流プログラムに参加し、アラブ首長国連邦で行われた2019 AFCアジアカップで審判を務めた（AFCからはカタール出身のアブドゥルラフマン・アル＝ジャシムがCONCACAFに派遣され、2019 CONCACAFゴールドカップの審判を担当）。
2024年9月にはメキシコサッカー連盟と日本サッカー協会との審判交流プログラムの一環で来日、2024明治安田J1リーグ3試合と天皇杯 JFA 第104回全日本サッカー選手権大会準々決勝・鹿島アントラーズvsヴィッセル神戸の試合を担当した。

## 審判記録

### FIFAワールドカップ
| 2018 FIFAワールドカップ（ロシア） | 2018 FIFAワールドカップ（ロシア） | 2018 FIFAワールドカップ（ロシア） | 2018 FIFAワールドカップ（ロシア） |
| 日付                              | 対戦カード                        | 会場                              | ラウンド                          |
| --------------------------------- | --------------------------------- | --------------------------------- | --------------------------------- |
| 2018年7月17日                     | ブラジル – スイス                 | ロストフ                          | グループステージ                  |
| 2018年7月24日                     | ポーランド – コロンビア           | カザン                            | グループステージ                  |
| 2018年7月30日                     | ウルグアイ – ポルトガル           | ソチ                              | ラウンド16                        |

### AFCアジアカップ
| AFCアジアカップ2019（アラブ首長国連邦） | AFCアジアカップ2019（アラブ首長国連邦） | AFCアジアカップ2019（アラブ首長国連邦） | AFCアジアカップ2019（アラブ首長国連邦） |
| 日付                                    | 対戦カード                              | 会場                                    | ラウンド                                |
| --------------------------------------- | --------------------------------------- | --------------------------------------- | --------------------------------------- |
| 2019年1月10日                           | インド – アラブ首長国連邦               | アブダビ                                | グループステージ                        |
| 2019年1月15日                           | オーストラリア – シリア                 | アルアイン                              | グループステージ                        |
| 2019年1月20日                           | イラン – オマーン                       | アブダビ                                | ラウンド16                              |
| 2019年1月29日                           | カタール – アラブ首長国連邦             | アブダビ                                | 準決勝                                  |